# Simon Bridges
Pour les articles homonymes, voir Bridges.
Simon Joseph Bridges (né en octobre 1976 à Auckland) est un avocat et homme politique néo-zélandais. Il est le chef de l'opposition parlementaire entre février 2018 et mai 2020.

## Biographie
Il naît d'une mère pakeha d'ascendance anglaise et d'un père maori de l’iwi Ngati Maniapoto. Son père est un ministre baptiste. Simon est le dernier de leurs six enfants ; il grandit dans sa ville natale d'Auckland avec ses trois frères et ses deux sœurs. 
Lors de sa scolarité secondaire à Auckland, l'un de ses enseignants est Chris Carter, futur ministre travailliste de l'Éducation, que Simon Bridges dira par la suite avoir apprécié. Il rejoint le Parti national (conservateur, libéral en économie) en 1992, durant son adolescence. Il obtient une licence de droit à l'université d'Auckland, et travaille pour un cabinet d'avocats en droit commercial. En 2001, il s'installe à Tauranga, où il exerce le métier de procureur (Crown prosecutor). Il se rend en Angleterre pour reprendre ses études à l'université d'Oxford, dont il obtient un diplôme de Bachelor of Laws en droit civil, et où il rencontre sa future épouse, Natalie,. 
Il est élu député de la circonscription de Tauranga à la Chambre des représentants lors des élections législatives de 2008, et réélu en 2011, 2014 et 2017. D'avril 2012 à janvier 2013, il est ministre aux Affaires des consommateurs dans le gouvernement du Premier ministre John Key. Il est ensuite ministre de l'Énergie et des Ressources naturelles de janvier 2013 à décembre 2016 (et conjointement ministre du Travail de janvier 2013 à octobre 2014), puis ministre du Développement économique, et conjointement ministre des Communications, de décembre 2016 à octobre 2017. Il est aussi ministre des Transports d'octobre 2014 à octobre 2017. De mai à octobre 2017, il est par ailleurs Leader of the House, c'est-à-dire ministre chargé des relations avec le Parlement.
Après neuf ans au pouvoir, le Parti national perd les élections de 2017. Simon Bridges est alors Shadow leader of the House (chargé des relations entre le cabinet fantôme et les simples députés du parti) de novembre 2017 à février 2018. En février 2018, Bill English démissionne en tant que chef du Parti national et chef de l'Opposition parlementaire ; Simon Bridges est choisi pour lui succéder à ces deux fonctions, à compter du 27 février. Il est le premier Maori à devenir chef de l'un des deux principaux partis politiques de Nouvelle-Zélande, et donc le premier à occuper la fonction de chef de l'Opposition. Il est secondé par Paula Bennett, vice-cheffe du parti, elle aussi maorie. Élu à ce poste à l'âge de 41 ans, il est choisi notamment pour contrer la Première ministre Jacinda Ardern, dont la jeunesse et le dynamisme ont été perçus comme un fort atout pour le Parti travailliste. Il promet de faire du Parti national un parti « frais, moderne et énergique ».

## Vie privée et prises de position
Simon Bridges est anglican, mais peu pratiquant et indique ne pas « porter [s]a religion dans l'enceinte du parlement ». Il se déclare fier à la fois de ses racines anglaises et maories ; comme de nombreux Maoris, il ne parle toutefois pas la langue maorie, et fréquente très peu le marae de son iwi.
Il se décrit comme un « conservateur compatissant » (compasionnate conservative). Il est l'auteur en 2010 d'une loi qui durcit les sanctions contre les personnes responsables d'actes de cruauté contre les animaux. En 2013, il a voté (sans succès) contre la légalisation du mariage homosexuel ; il n'est pas non plus favorable à la légalisation de l'euthanasie ni de l'avortement. Lorsqu'il est ministre de l'Énergie et des Ressources naturelles, il est favorable au forage pétrolier en haute mer ; lorsqu'il devient chef du parti en 2018, il indique toutefois vouloir mettre davantage l'accent sur la protection de l'environnement,.